# Relazioni bilaterali tra Sacro Romano Impero e Impero persiano
Le relazioni bilaterali tra il Sacro Romano Impero e l'Impero persiano fanno riferimento ai rapporti diplomatici fra il Sacro Romano Impero e l'Impero persiano.

## Storia

### L'inizio delle relazioni diplomatiche e la comune lotta contro i turchi
Le relazioni diplomatiche e commerciali tra il Sacro Romano Impero e l'Impero persiano iniziarono nel XVI secolo. In quell'epoca lo scià Ismail I aveva da poco fondato la dinastia safavide in Persia, mentre gli Asburgo governavano l'Austria e nel contempo erano imperatori del Sacro Romano Impero.
All'epoca i safavidi e gli Asburgo avevano un nemico comune, l'Impero ottomano, che stava per l'appunto cercando di espandersi ad est e a ovest a spese di entrambi gli imperi. Ismail aveva già stabilito delle relazioni diplomatiche con Venezia e con la corte pontificia, dal momento che i veneziani dominavano il commercio col Levante ed avevano una propria ambasciata a Tabriz. Nel 1518, fu proprio lo scià a proporre all'imperatore un'alleanza contro i turchi. Inizialmente la causa non venne perorata e fu a quel punto che nel 1523 lo scià prese la decisione di inviare dall'imperatore Carlo V il monaco maronita Pietro da Monte Libano e di commissionargli la medesima offerta anche per re Luigi II d'Ungheria. Carlo V accettò l'offerta, ma lo scià Ismail morì nel 1524 prima che i concordati venissero conclusi. Nel 1526 Luigi II d'Ungheria venne ucciso in battaglia contro i turchi e Ferdinando, fratello di Carlo V, venne eletto re di Boemia ed Ungheria. Gli Asburgo vennero così chiamati a difendere il confine orientale dell'impero che competeva loro come territorio ereditario e quindi cercarono quanti più alleati possibili contro i turchi. Nel 1529 l'ambasciatore veneziano Giovanni Balbi venne inviato presso lo scià Tahmāsp I per conto dell'imperatore Carlo V con una lettera che lo informava che suo fratello Ferdinando era intenzionato ad attaccare i turchi l'anno successivo e chiese pertanto a Tahmāsp di agire insieme, così da poter distruggere il comune nemico. Il Balbi, però, impiegò più di un anno a raggiungere la corte persiana, periodo nel quale la situazione era completamente mutata rispetto alla sua partenza. Lo scià aveva dovuto concludere una pace separata col sultano, dal momento che gli uzbechi stavano minacciando la Persia da est e pertanto l'ambasciata del Balbi fallì dall'inizio.
Negli anni successivi, vennero mantenute buone relazioni con la Persia, ma diversi problemi interni alle due potenze e la grande distanza impedirono una cooperazione più ravvicinata e proficua, anche a livello commerciale.

### Rodolfo II e la ripresa dei contatti
I successivi contatti con la Persia vennero ripresi dall'imperatore Rodolfo II, che risiedeva a Praga. Questi contattò lo scià ʿAbbās attraverso l'ambasciatore persiano a Mosca nel 1593. Per pura coincidenza gli ambasciatori inglesi Anthony e Robert Shirley raggiunsero la Persia proprio nel 1598 ed incontrarono lo scià ʿAbbās I ad Isfahan, motivo che spinse i persiani a riprendere i legami con l'Europa ed in particolare con Rodolfo II, così da riprendere l'alleanza in funzione anti-turca. L'idea era quella di riprendere le ostilità simultaneamente senza paci separate. Nel 1599, l'ambasciatore persiano Ḥussein-Ali Bey, quattro nobili locali, cinque interpreti e lo staff necessario lasciarono Isfahan. Anthony Shirley, noto viaggiatore ed esperto in diverse lingue, fu la loro guida per giungere in Europa. La legazione venne ricevuta da Rodolfo II il 7 novembre 1600, rimanendo poi diverse settimane a Praga ospiti del sovrano asburgico. La risposta dello scià ʿAbbās, venne consegnata l'11 dicembre 1600 e la legazione ripartì il 5 febbraio 1601 da Praga alla volta dell'Italia per fare tappa a Roma e poi in Spagna. Ciò che colpì alla fine del viaggio l'ambasciatore Ḥussein-Ali Bey e lo lasciò di stucco fu il fatto che Anthony Shirley, da buon avventuriero, abbandonò il gruppo prima del ritorno in Persia rubando tutti i doni ricevuti dall'ambasciata e lasciando debiti ovunque il gruppo si fosse portato.

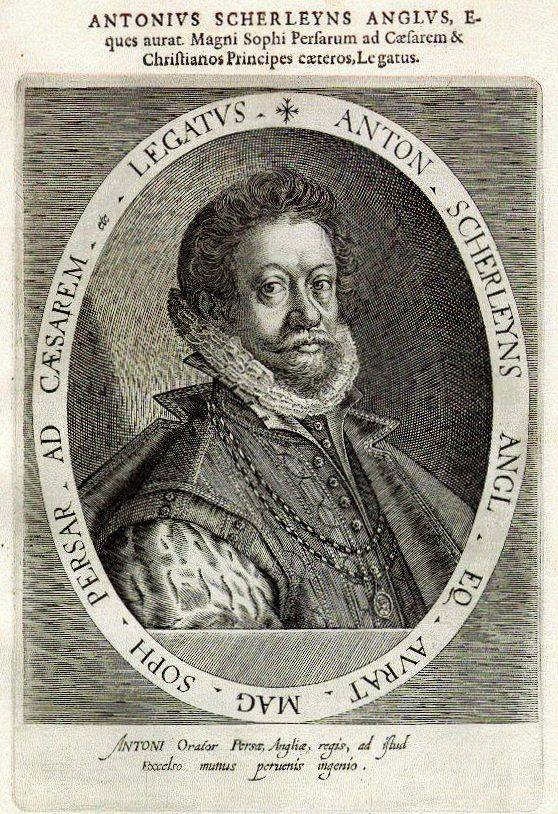
Anthony Shirley, l'avventuriero inglese che guidò l'ambasciata persiana in Europa prima di derubarla dei doni ricevuti e fuggire

Il 27 agosto 1602, una legazione imperiale capeggiata da Stephan Kakasch von Zalonkemeny lasciò Praga con l'ordine di confermare l'accordo di mutua assistenza con un trattato con la Persia. L'unico membro della spedizione a giungere a destinazione fu Georg Tectander von der Jabel, il quale incontrò lo scià ʿAbbās I il 15 novembre 1603 a Tabriz, catturata dai turchi appena una settimana prima. Tectander consegnò le lettere dell'imperatore e rimase per quasi tutto l'anno successivo alla corte persiana. Accompagnato dall'ambasciatore persiano Mahdi Qoli Bey, fece quindi ritorno a Praga. Prima del suo arrivo nell'autunno del 1605, ad ogni modo, una seconda ambasciata persiana capitanata da Zaynal Khan Shamlu aveva già raggiunto Praga ed era stata ricevuta dall'imperatore. Ancora una volta, ad ogni modo, non si addivenne ad una conclusione. Il problema principale anche per una comune azione bellica rimaneva quello della distanza e, contro ogni aspettativa, Rodolfo II riuscì a far pace coi turchi (temporaneamente) nel 1606. Quando lo scià ʿAbbās I venne a sapere di questo fatto, si risentì molto con i suoi alleati europei e pertanto le relazioni tra Sacro Romano Impero e Persia si raggelarono notevolmente. L'imperatore cercò di recuperare con un'ambasciata guidata da Wratislaw von Dohna e nel 1609 giunse a Praga un'ulteriore ambasciata guidata dal persiano ʿAli-Qoli Beg, ma questo non cambiò le cose. L'imperatore, ora impegnato con la pacificazione interna dell'impero per le conseguenze della riforma protestante, aveva necessità di rimanere in pace coi turchi.

### Un tentativo di ripresa dopo la Guerra dei Trent'anni
Dopo la fine della guerra dei trent'anni, tutte le corti europee si trovarono a corto di denaro e tentarono di incrementarlo come potevano: tasse, imposte, tariffe, come pure di migliorare ed ampliare i propri commerci con la dottrina del mercantilismo francese da poco introdotta da Colbert sotto il regno di Luigi XIV. Nel frattempo, la corte imperiale venne riportata a Vienna. Il trattato di pace coi turchi ebbe notevoli vantaggi anche a livello commerciale dal momento che i mercanti imperiali ottennero di pagare solo il 3% di dazio per il commercio oltre i confini dell'Impero osmanico. Questo spinse nel 1667 alla fondazione della Compagnia Commerciale Orientale Austriaca che sfruttò per prima la via d'acqua del Danubio per portare i propri beni sino al Mar Nero e raggiungere così più agevolmente Istanbul e Trebisonda, porti dai quali era poi possibile portare i beni sino a Tabriz e raggiungere il mercato persiano che all'epoca era ancora particolarmente rilevante. Tra i primi beni giunti in Persia nel 1668 dall'impero vi furono delle stoffe di cotone intessuto e seta, mentre dalla Persia si importò soprattutto seta grezza di ottima qualità per la manifattura serica imperiale (in particolare nel ducato di Milano dove essa era particolarmente fiorente dal Cinquecento). Questi contatti, inizialmente diretti da intermediari, divennero stabili solo a partire dal 1678. Sfortunatamente l'ultima ondata di espansione turca ad ovest culminò con l'assedio di Vienna del 1683 e portò nel contempo alla fine della Compagnia Commerciale Orientale Austriaca ed ai suoi contatti con l'estremo oriente persiano.
Alla fine del XVII secolo e con l'inizio del XVIII, gli Asburgo riuscirono finalmente a sconfiggere i turchi permettendo l'espansione della monarchia asburgica sino in quella parte di Ungheria che precedentemente era stata sottoposta al dominio ottomano, giungendo sino nel Banato ed in Transilvania. La pace di Passarowitz venne siglato nel 1718 e consentì a tutti i sudditi dell'impero di commerciare liberamente nel Mar Mediterraneo, nel Mar Nero, lungo il Danubio e quindi anche nell'Impero ottomano, ottenendo anche un lasciapassare prezioso per il commercio con l'Impero persiano.

### Il Settecento
Malgrado ciò, anche nel XVIII secolo le relazioni diplomatiche e commerciali tra il Sacro Romano Impero e la Persia non migliorarono ulteriormente. Nel 1719 a Vienna venne ricostituita la Compagnia Commerciale Orientale Austriaca, ma venne costretta alla liquidazione dopo appena venticinque anni di attività, come pure la Compagnia di Ostenda fondata dall'Olanda, dal momento che Carlo VI impegnò tutto il possibile per garantire la successione al trono imperiale a sua figlia Maria Teresa. L'Impero non riuscì mai a divenire una potenza navale in Europa, ma Vienna divenne uno dei principali centri europei di studio sulla cultura persiana, al punto che ancora oggi vi sono degli edifici viennesi che risentono dell'influenza architettonica persiana. Nel 1754, a Vienna venne istituita l'Accademia Orientale col proposito di formare interpreti per l'oriente che sapessero parlare turco, persiano e arabo.
Le relazioni tra i due paesi continuarono con alterne fortune sino alla dissoluzione del Sacro Romano Impero nel 1806. L'Impero austriaco che succedette al Sacro Romano Impero, continuò a coltivare un certo interesse nelle relazioni con l'oriente persiano, ma ancora una volta si posero i problemi della distanza e dell'effettiva mancanza di un interesse commerciale, anche a fronte della rivalità di inglesi e russi che sempre più cercavano di condizionare l'indipendenza della Persia.